# Hirschioporus quercinus
Hirschioporus quercinus är en svampart som beskrevs av Parmasto 1987. Hirschioporus quercinus ingår i släktet Hirschioporus och familjen Polyporaceae.   Inga underarter finns listade i Catalogue of Life.